# Municipio de Point (Arkansas)
El municipio de Point (en inglés: Point Township) es una subdivisión administrativa del condado de Woodruff, Arkansas, Estados Unidos. Según el censo de 2020, tiene una población de 64 habitantes.

## Geografía
La región está ubicada en las coordenadas 35°8′48″N 91°21′51″O / 35.14667, -91.36417. Según la Oficina del Censo de los Estados Unidos, tiene una superficie total de 118.98 km², de la cual 116.46 km² corresponden a tierra firme y 2.52 km² es agua.

## Demografía
Según el censo de 2020, hay 64 personas residiendo en la zona. La densidad de población es de 0.55 hab./km². El 73.44 % son blancos, el 7.81 % son afroamericanos, el 1.56 % es de otra raza y el 17.19 % son de una mezcla de razas. Del total de la población, el 10.94 % son hispanos o latinos de cualquier raza.